# Catedrala din León
Catedrala Santa María de Regla este un lăcaș de cult catolic, care servește drept catedrală episcopală a Diecezei de León (Spania). Are hramul Fecioarei Maria. A fost primul monument istoric declarat în Spania prin Ordinul Regal din 28 august 1844 (confirmat prin Ordinul Regal la 24 septembrie 1845).
Construcția a început în secolul al XIII-lea și este una dintre marile lucrări ale stilului gotic, de influență franceză. Cunoscută sub porecla de Pulchra leonina, care înseamnă „Frumoasa Leoaică”, este situată pe Drumul Sfântului Iacob. 
Catedrala din León este cunoscută mai ales pentru că a dus la extrem „dematerializarea” artei gotice, adică reducerea pereților la expresia lor minimă pentru a fi înlocuite cu vitralii colorate, constituind una dintre cele mai mari colecții de vitralii din lume din epoca medievală.

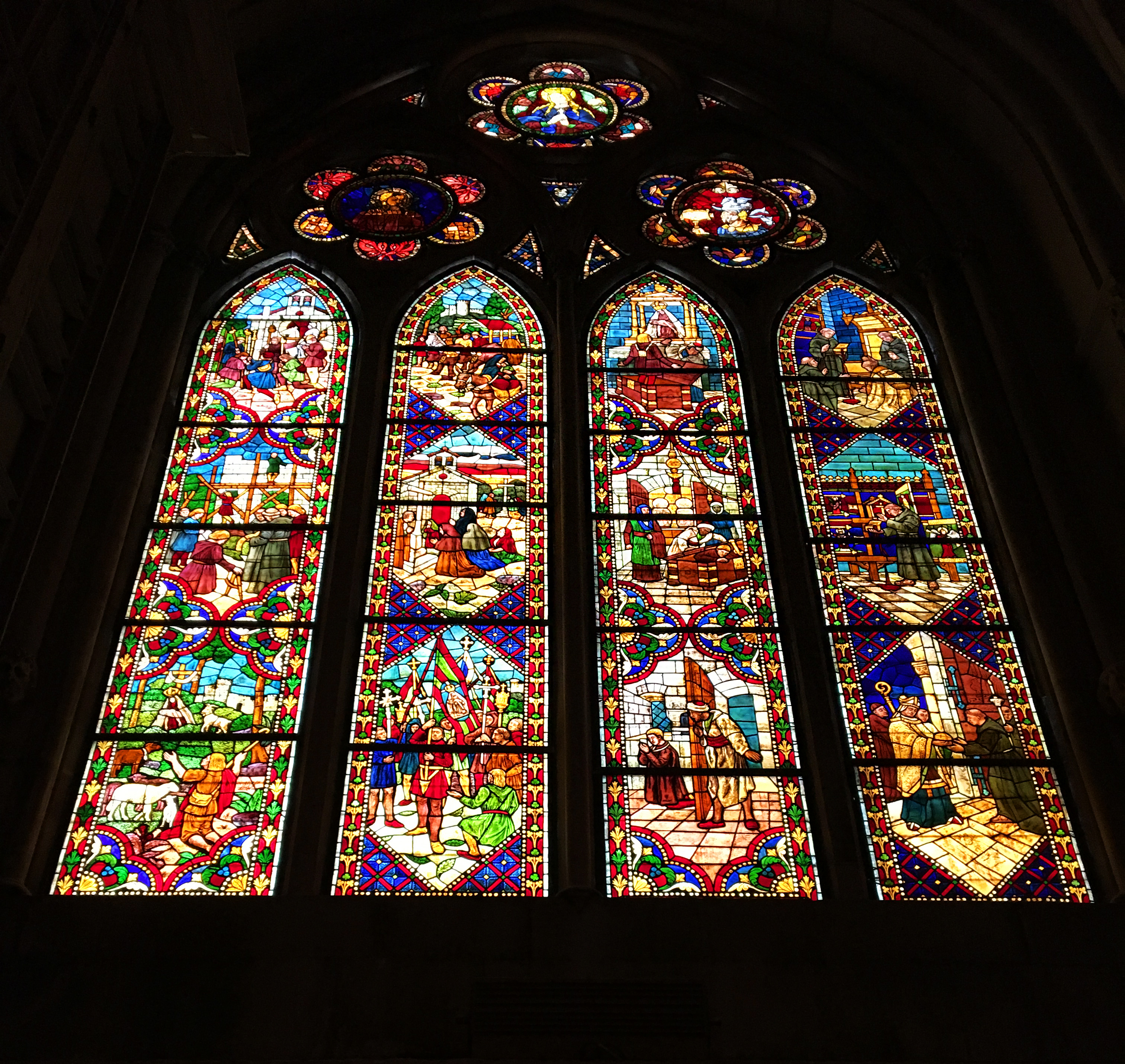
Un exemplu al numeroaselor vitralii

## Construcția catedralei gotice

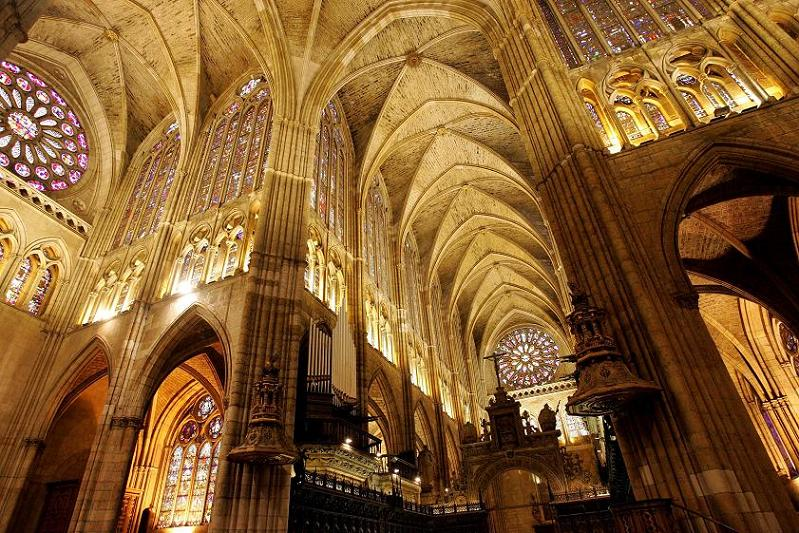
Interiorul catedralei din León

Construcția celei de-a treilea catedrale (actuale, pe bazele anterioare din 1073 și 916) a început în jurul anului 1205, dar problemele de construcție ale fundațiilor au făcut ca lucrările să fie în curând oprite, iar sarcina a fost reluată abia în anul 1255, sub pontificatul episcopului Martín Fernández și cu sprijinul Regelui Alfonso al X-lea al Castiliei, această nouă catedrală fiind în întregime în stil gotic.

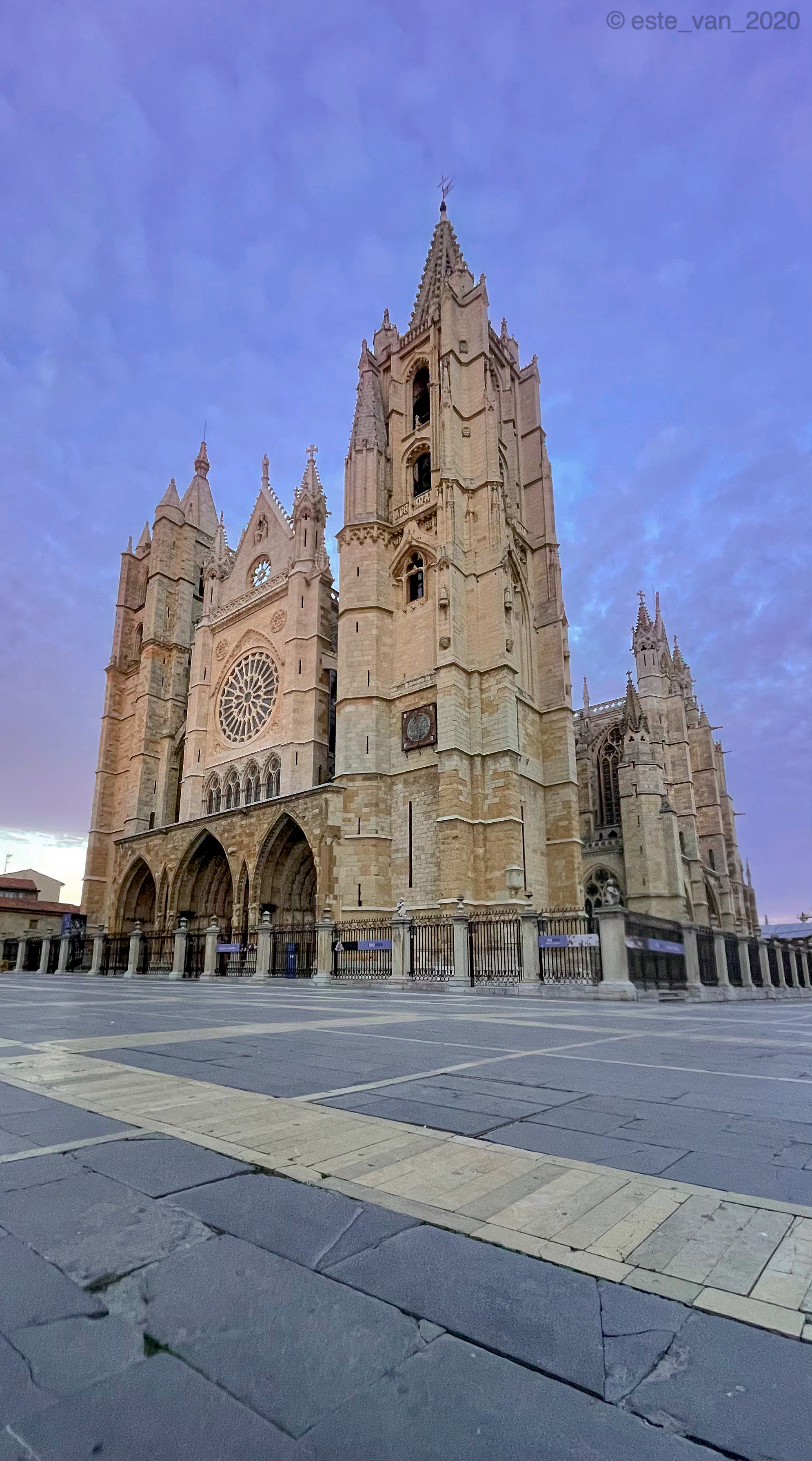

Arhitectul catedralei pare să fi fost maestrul Enrique, originar din Franța, care lucrase anterior la catedrala din Burgos. Este evident că era familiarizat cu forma arhitecturală gotică a Île de France. A murit în anul 1277 și a fost înlocuit de spaniolul Juan Pérez. Episcopul Martín Fernández a murit și el în 1289, când capul bisericii era deja deschis pentru slujbe. Structura fundamentală a catedralei a fost finalizată curând, în anul 1302, când episcopul Gonzalo Osorio a deschis credincioșilor întreaga biserică, deși în secolul al XIV-lea mănăstirea și turnul de nord aveau să fie terminate; turnul de sud nu a fost finalizat decât în a doua jumătate a secolului al XV-lea. Această promptitudine în finalizarea lucrărilor îi conferă o mare unitate de stil arhitectural.

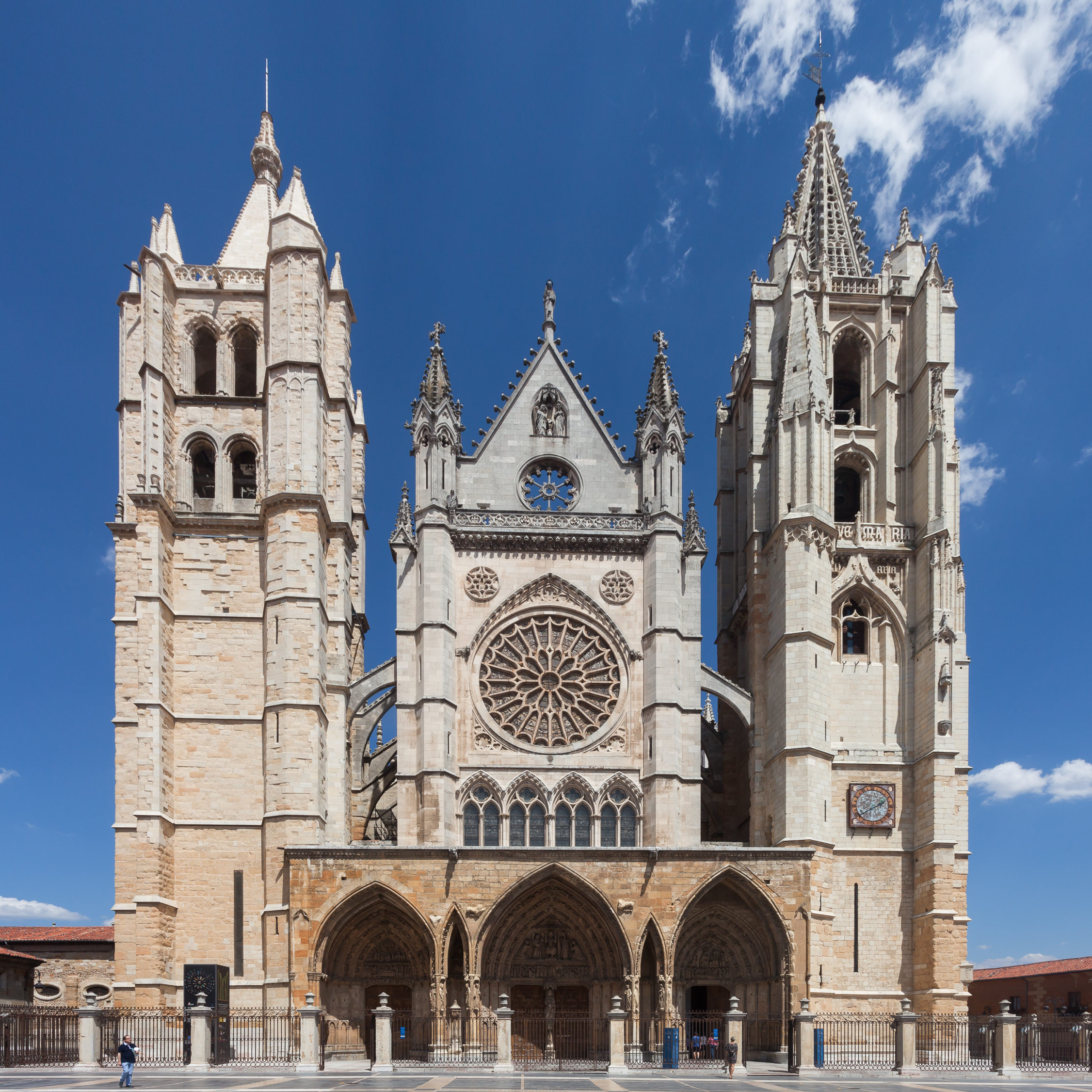
Fațada principală a catedralei din León

Catedrala din León este inspirată la etaj din catedrala din Reims (deși aceasta este mai mică), pe care maestrul Enrique ar fi putut s-o cunoască. La fel ca majoritatea catedralelor franceze, cea din León este construită cu un modul geometric bazat pe triunghi (ad triangulum) - mod răspândit în epocă, ale căror elemente se relaționează prin rădăcina pătrată a lui 3 și la care răspund toate părțile sale și întregul. Acest aspect, precum planul, elevațiile și repertoriile decorative și simbolice fac din această catedrală o construcție autentică transpirenaică (de dincolo de Pirinei), departe de curentul hispanic, care i-a câștigat calificările de „cea mai franțuzească dintre catedralele spaniole” sau cea de Pulchra Leonina. Dacă trăsăturile sale de plan sunt legate de goticul Champagne, o parte din elevațiile sale sunt strâns legate de cele ale Catedralei Saint Denis, deja în cadrul curentului de gotic rayonnant apărut în Franța din 1230; de fapt, poate fi considerat ca un caz unic al unei clădiri complet concepute și construite în cadrul goticului rayonnant în afara Franței în timpul secolului al XIII-lea. Din punct de vedere geografic, nici nu este străină de acea lume pentru că, deși a fost construită în vechea capitală a regilor leonezi, orașul a fost unul dintre cele mai importante repere de pe Camino de Santiago francez, numit așa pentru că își are originea în Franța. Compoziția arhitecturală a portalurilor fațadei de vest a templului pare să fie inspirată de portalurile transeptelor Catedralei Chartres, în timp ce pentru problema particulară a amplasării turnurilor, separate de nava centrală și în afara celor laterale, s-au propus antecedente precum fațadele catedralelor gotice engleze, soluția transeptelor catedralei Saint Denis sau mai multe biserici locale, precum fațada de vest a catedralei din Santiago de Compostela înainte de reformele sale importante în stil baroc.
De asemenea, influența franceză se află și în dezvoltarea prezbiteriului, cu ideea inițială de a amplasa acolo corul conform obiceiului lor. Unică în León este amplasarea mănăstirii și lipsa de continuitate a celor cinci nave din fruntea corpului templului, unde se reduc la trei.
Ca o caracteristică mai importantă, catedrala leoneză atinge maxima iluminare a tuturor catedralelor spaniole, cu un spațiu imens de vitralii, prin reducerea la minimum a structurii de piatră de susținere, depășind astfel din punct de vedere tehnic aceleași catedrale franceze.
Problema a fost că o mare parte a sitului se sprijină pe vestigii romane, hipocaust din secolul al II-lea, ceea ce a făcut dificilă stabilirea unei baze bune pentru stâlpi. Acumularea de umiditate și infiltrarea apei au cauzat neplăceri serioase maeștrilor. Pe de altă parte, majoritatea pietrelor din catedrală sunt de calitate mediocră, de tip calcar, cu rezistență redusă la agenții atmosferici. În plus, subtilitatea stilului său este o sfidare la însăși existența ei; numeroasele baze sunt extrem de fragile, liniile sunt reduse, în așa fel încât mai mulți arhitecți ai vremii s-au întrebat dacă un astfel de proiect va putea rezista. Această structură aproape neplauzibilă, împreună cu calitatea proastă a pietrei și fundația slabă, au făcut ca aceasta să sufere intervenții și restaurări constante încă din secolul al X-lea, transformând templul în paradigma europeană a intervențiilor de transformare, restaurare și conservare.

## Galerie de imagini

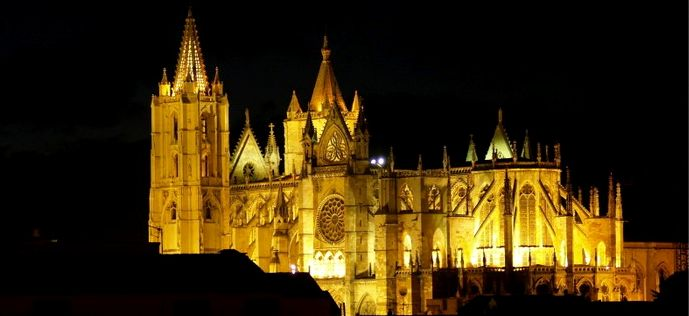
Vedere a catedralei din León iluminată de pe înălțimile Candamiei
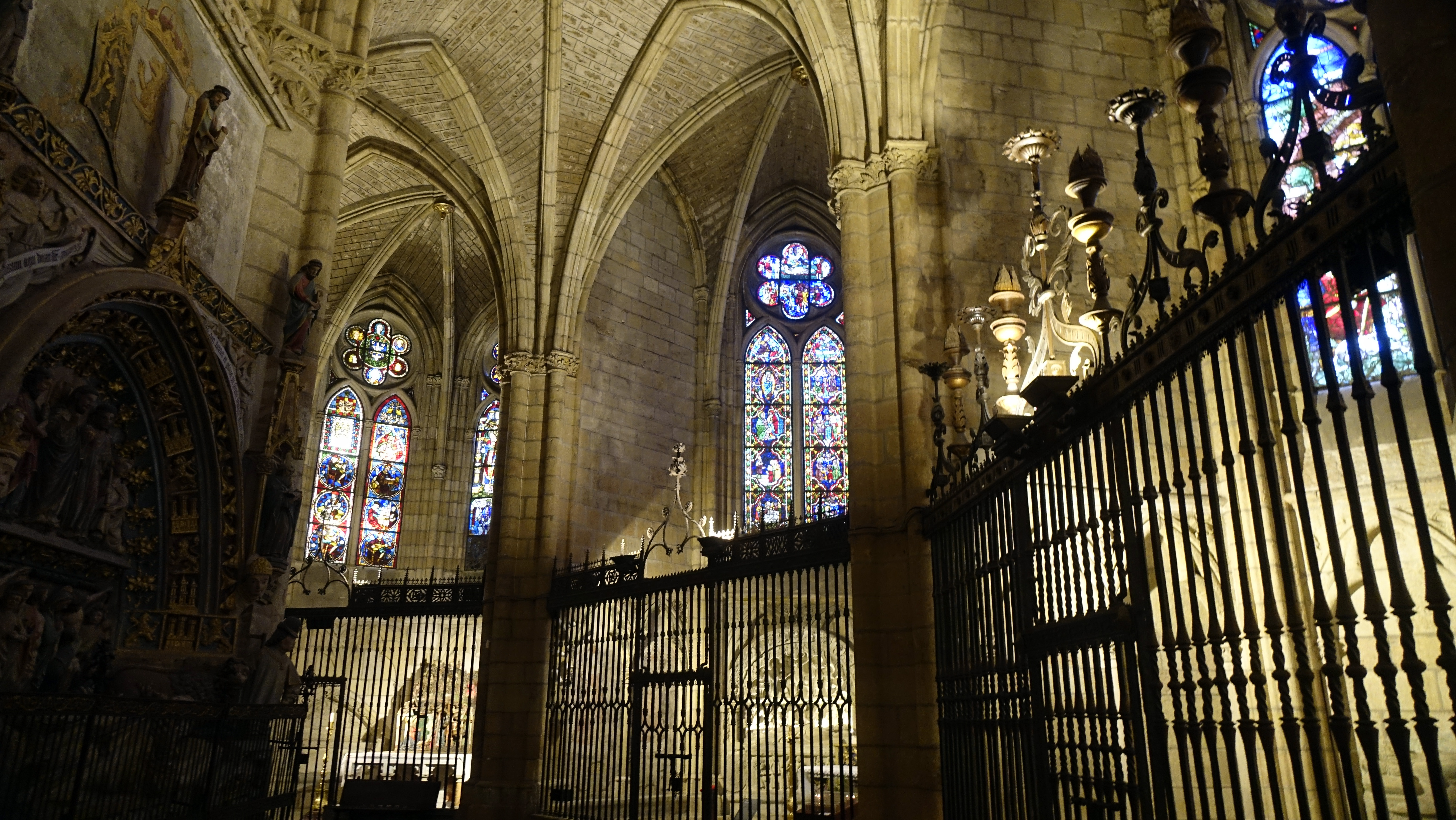
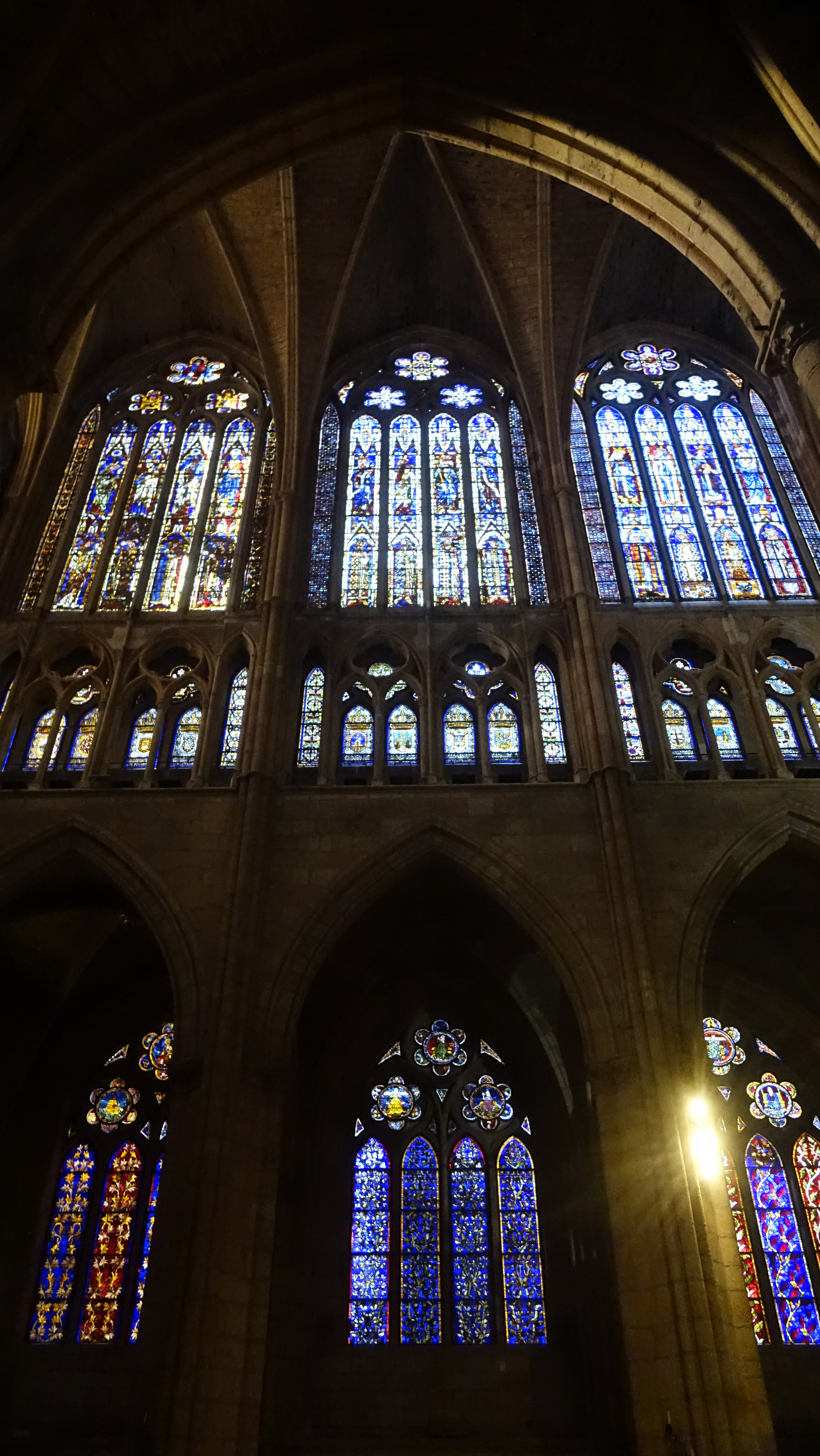
Clerestoriu, triforiu și ferestre joase ale catedralei din León
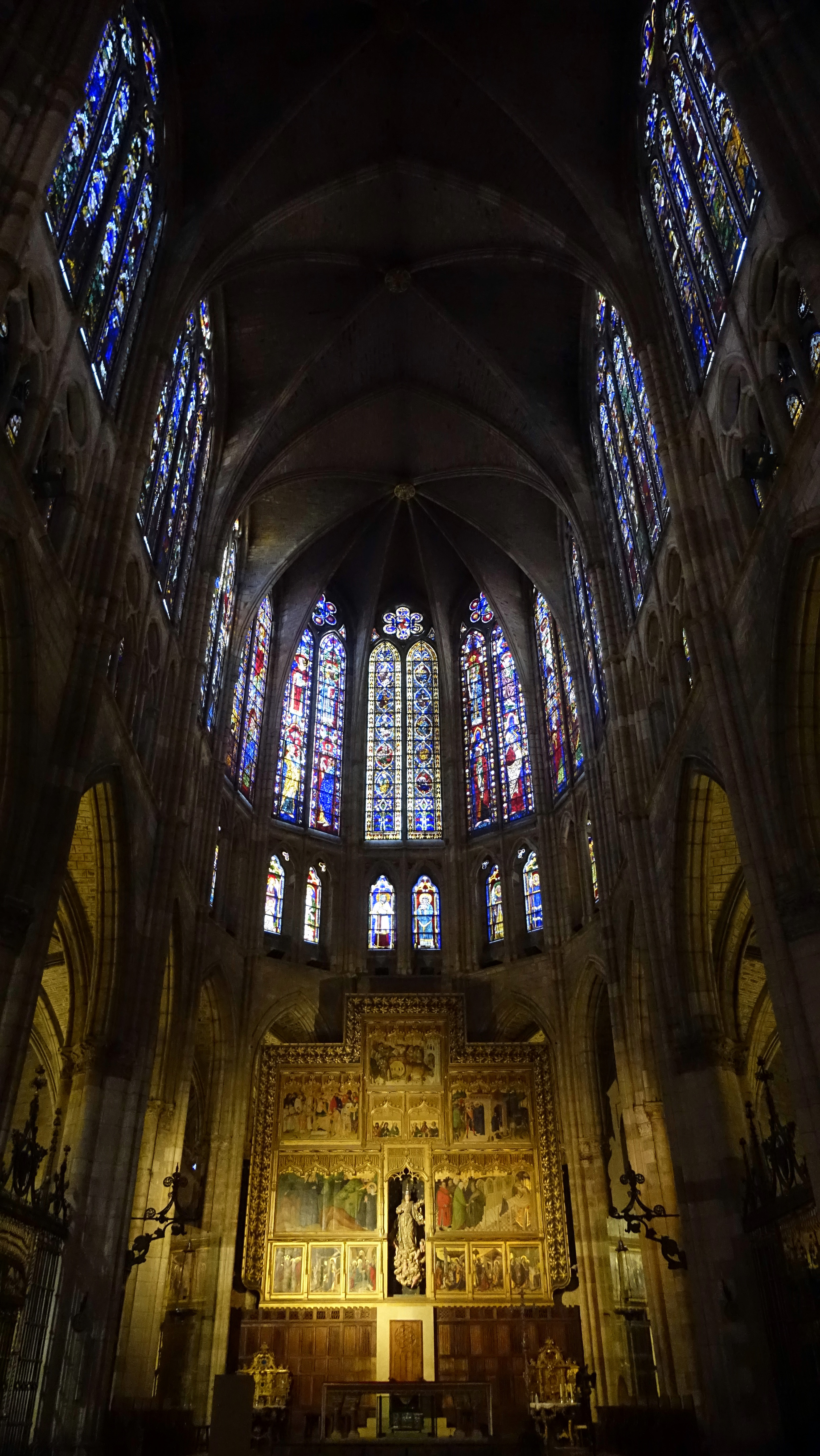
Altarul mare al catedralei, înconjurat de vitraliile absidei
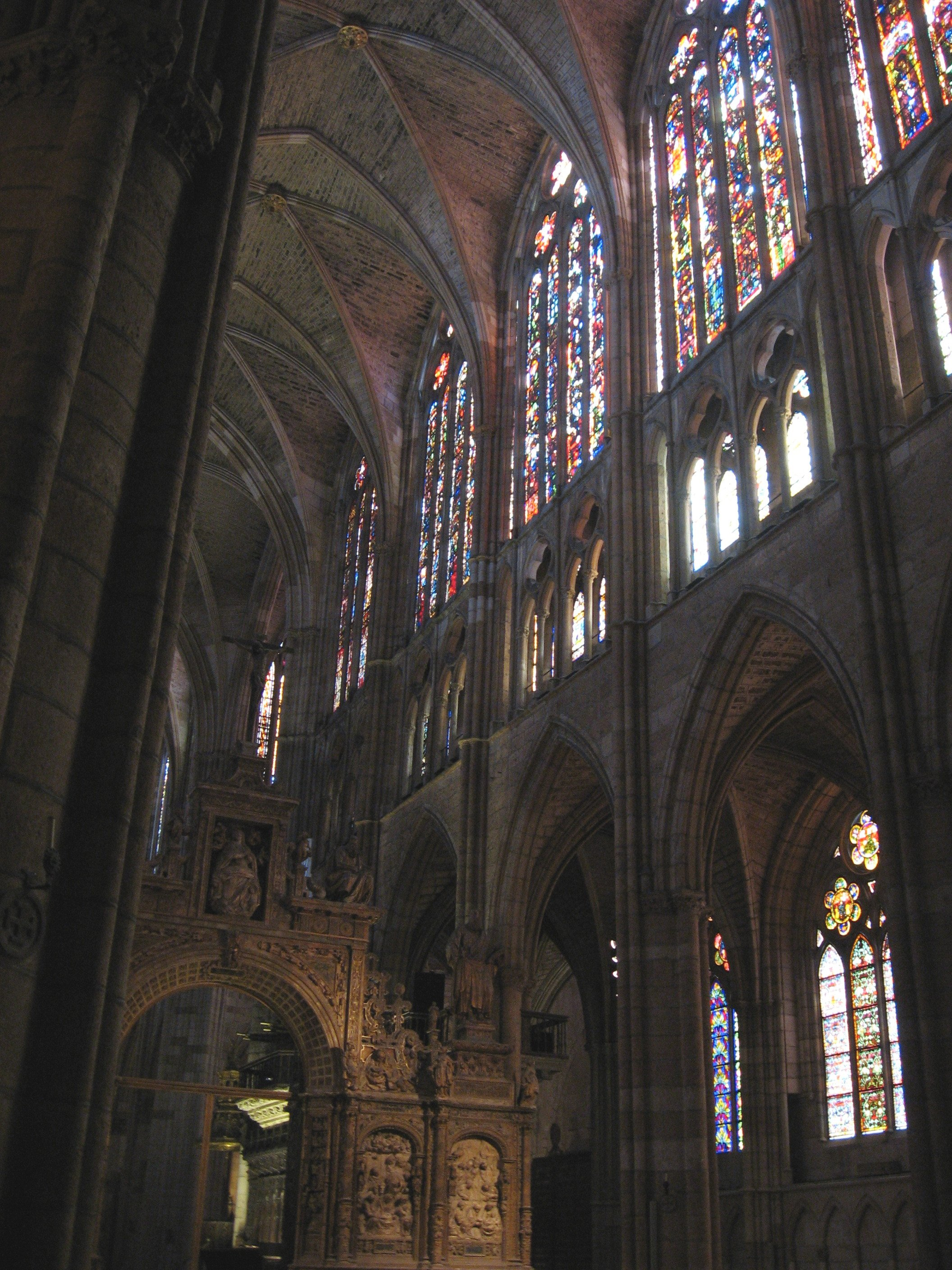
Interiorul catedralei evidențiind vitraliile
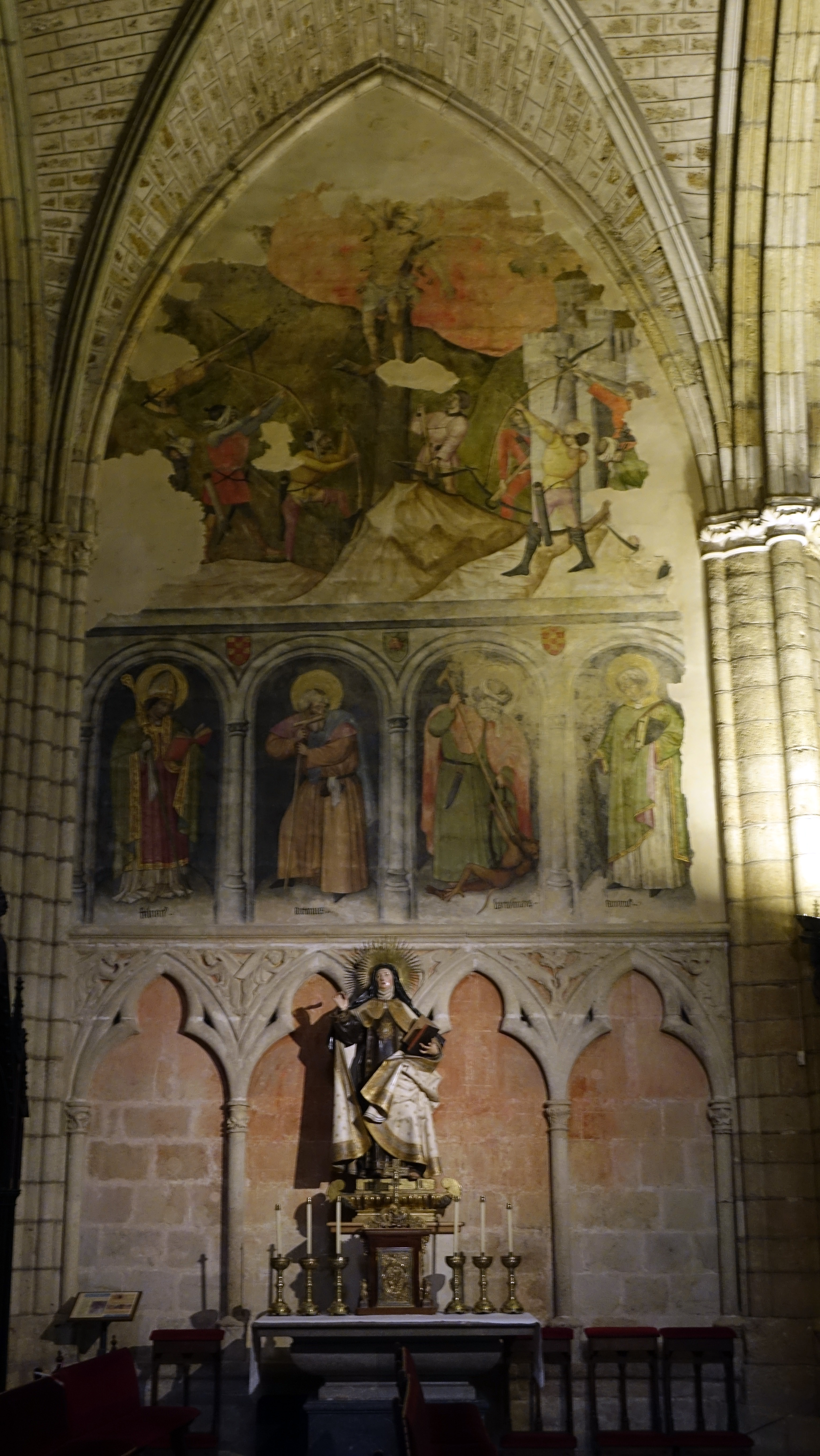
Artă murală de Nicolás Francés în capela Santa Teresa
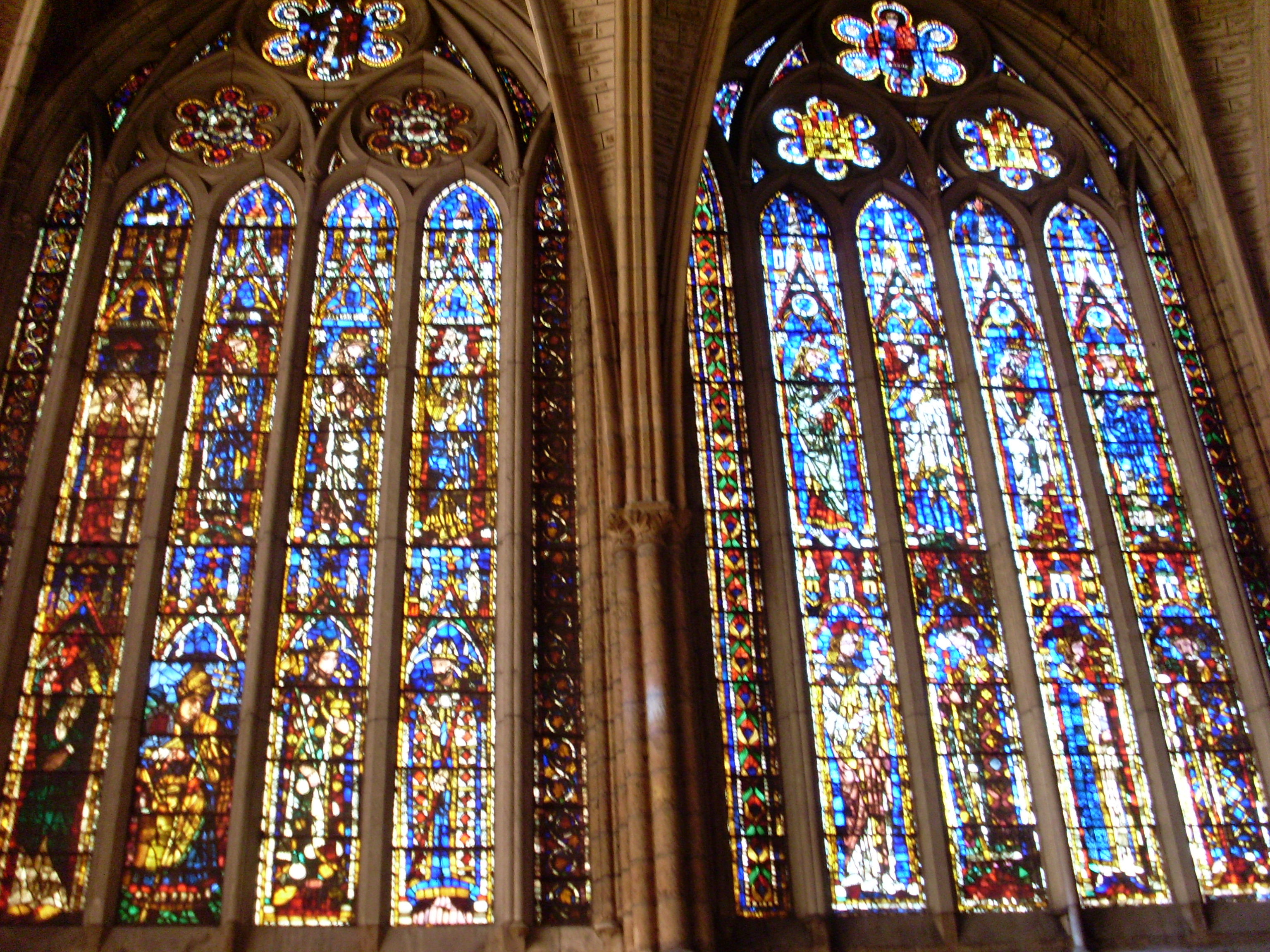
Detaliu a două vitralii din partea de nord
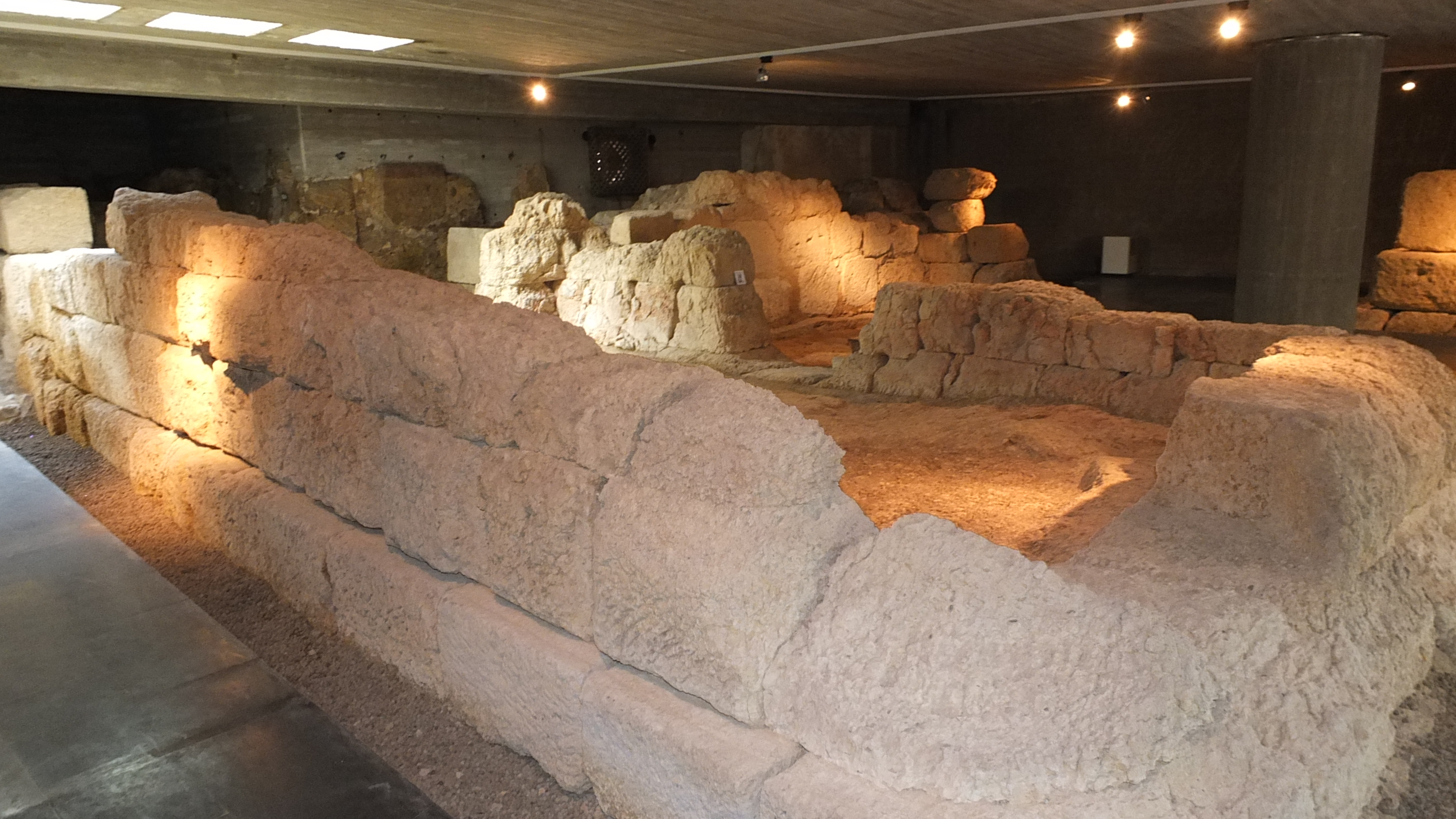
Rămășițele de la poarta de est ale castrului Legio VII în cripta Puerta Obispo
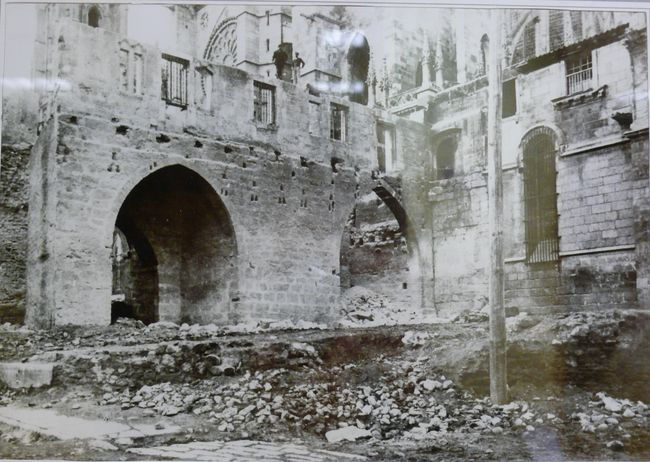
Puerta Obispo de lângă catedrală, înainte de demolarea acesteia
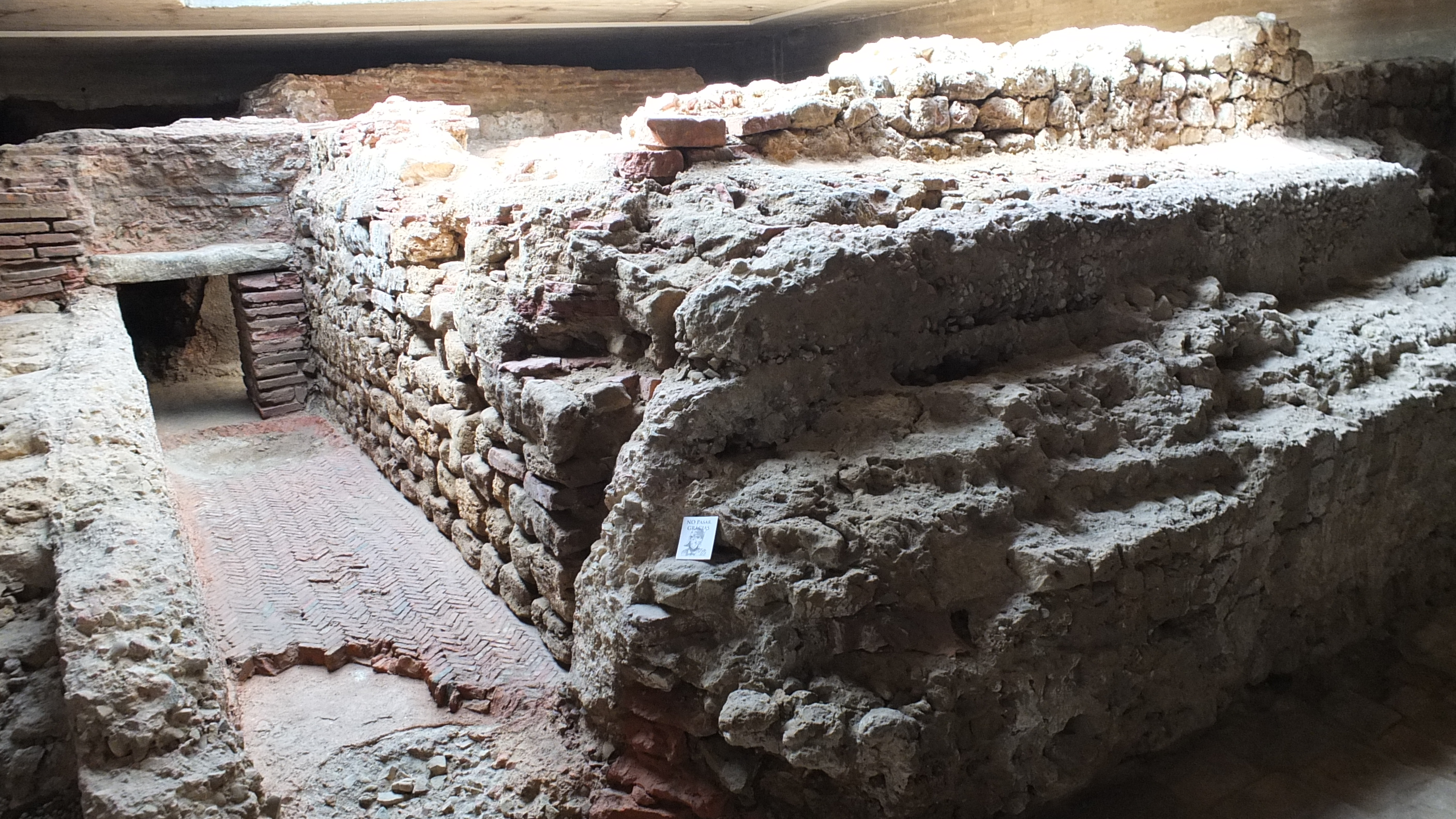
Rămășițele termelor Legio VII din cripta Puerta Obispo

## Bibliografe
- Diez García-Olalla, Jorge (2015). Juan Bautista Lázaro y la restauración monumental: su intervención en la Catedral de León (1892-1909). Tesis. E.T.S. Arquitectura (UPM). Archivo Digital UPM.
- Díaz-Jiménez, Juan Eloy (1907). «Catedral de León. El retablo». Revista de Archivos, Bibliotecas y Museos (Madrid: Tipografía de la Revista de Archivos, Bibliotecas y Museos).
- González-Varas Ibáñez, Ignacio (2001). La Catedral de León: el sueño de la razón. León: Caja España. ISBN: 8480123664
- Grau Lobo, Luis A. (2000). La Catedral de León y sus vidrieras. León: Editorial Everest. ISBN: 8424136144
- Laviña, Matías (2001) [1876]. La Catedral de León. Memoria. Ed. Facsímil. Valladolid: Editorial Maxtor. ISBN: 84-95636-48-4
- Puente, Ricardo (1989). La Catedral de Santa María de León. León: Imprenta Moderna. ISBN: 8440445016
- Rivera Blanco, José Javier (1992). Las Catedrales de Castilla y León. León: Edilesa. ISBN: 8480120126
- Rivera Blanco, Javier (1993). Historia de las restauraciones de la Catedral de León. Universidad de Valladolid. ISBN: 8477623775